# Нормални људи (роман)
Нормални људи је роман ирске ауторке Сали Руни из 2018. године. Нормални људи је њен други роман, објављен после Разговори са пријатељима (2017). Први пут су га објавили издавачи Faber & Faber 30. августа 2018. године. Књига је постала бестселер у САД, продавши скоро 64.000 примерака у тврдом повезу у прва четири месеца од објављивања. Критички хваљена и номинована за Еми истоимена телевизијска адаптација емитована од априла 2020. на БиБиСи 3 каналу и Хулу. Бројне публикације сврстале су је у једну од најбољих књига 2010-их.

## Радња романа
Роман прати сложено пријатељство и однос између двоје тинејџера, Конела и Маријане, који обоје похађају исту средњу школу у округу Слиго, Ирска, а касније и Тринити колеџ у Даблину (ТЦД). Радња се одвија током ирске економске кризе након 2008. године, која траје од 2011. до 2015. године. Конел је популаран, згодан и веома интелигентан средњошколац који започиње везу са непопуларном, застрашујућом, али исто тако интелигентном Маријаном, чија мајка запошљава Конелову мајку као чистачицу. Конел држи као тајну везу са њом од школских другова из стида, али на крају долази у Тринити са Маријаном након лета и помирења. Добростојећа Маријана цвета на универзитету, постаје лепа и популарна, док се Конел по први пут у животу бори да се уклопи са својим вршњацима. Пар се увлачи и извлачи у животе једно другог током универзитетских година, развијајући интензивну везу која открива трауме и несигурности које их обоје чине оним што јесу.

## Критика
Нормални људи је добио широко признање од критичара. Роман је био на листи за награду Man Booker Prize 2018. Изгласана је за Вотерстонесову књигу године 2018. и освојила је „Најбољи роман“ на додели награда Costa Book Awards 2018. године. Године 2019. роман је био на листи за Женску награду за фикцију. Исте године, роман је рангиран на 25. месту Гардијанове листе 100 најбољих књига 21. века. Медији у Ирској описали су књигу као полемику, напомињући да је Руни себе описала као марксисткињу и да књига садржи расправе о документу Комунистички манифест и феминистичком роману Дорис Лесинг Златна свеска.
Писци у Entertainment Weekly су ову књигу оценили као десету најбољу у деценији, а Сеижа Ранкин је написала: „Оба романа Сели Руни обухватају миленијумски етос са сировом искреношћу и беспрекорним увидом. Али оно са чиме је кренула у Разговорима са пријатељима, усавршила је у роману Нормални људи.“

## Адаптација
У мају 2019, БиБиСи и Хулу објавили су да је предвиђена продукција ТВ серије засноване на роману. Премијерно је приказан 26. априла 2020. на трећем БиБиСи-јевом каналу и 27. априла 2020. на аустралијском стриминг сервису Стан. У Ирској, серија је почела да се емитује на РТЕ 28. априла 2020. У серији глуме Дејзи Едгар Џонс као Маријана и Пол Мескал као Конел.